# Зубаревка (Волгоградская область)
Зубаревка — хутор в Ленинском районе Волгоградской области, в составе Каршевитского сельского поселения.
Население — 54 (2010)

## География
Хутор расположен в пределах Волго-Ахтубинской поймы, являющейся частью Прикаспийской низменности, между ериками. Близ хутора имеются островки пойменного леса и пойменные озёра, расположен на высоте около 10 метров ниже уровня моря. Почвы — лугово-пойменные
По автомобильным дорогам расстояние до областного центра города Волгограда составляет 96 км, до районного центра города Ленинск — 32 км, до административного центра сельского поселения села Каршевитое — 7,9 км. Ближайший населённый пункт посёлок Лесхоз 5-й расположен в 2 км к югу (по прямой).
Часовой пояс
Зубаревка, как и вся Волгоградская область, находится в часовой зоне МСК (московское время). Смещение применяемого времени относительно UTC составляет +3:00.

## Население
Динамика численности населения по годам:
| 1936 | 1987 | 2002 | 2010 |
| ---- | ---- | ---- | ---- |
| 91   | ≈110 | 108  | 54   |